# Zdrowa
Zdrowa – wieś w Polsce położona w województwie śląskim, w powiecie częstochowskim, w gminie Kłomnice.

## Historia
Miejscowość historycznie należy do ziemi wieluńskiej oraz pierwotnie związana była z Wielkopolską. Ma metrykę średniowieczną i istnieje co najmniej od XV wieku. Wymieniona pierwszy raz w dokumencie zapisanym po łacinie w 1403 pod nazwami "Zdrowa", a później także "Sdrowa" .
Miejscowość została odnotowana w historycznych dokumentach własnościowych, prawnych i podatkowych. W 1403 Andrzej Wrzeszczek ze Zdrowej otrzymał 20 grzywien od Żegoty z Gorzkowic. W 1447 Stanisław Zdrowski naganił szlachectwo J. Służce z Mirowa. W 1468 Stanisław Szoff wypłacił Marcinowi Zdrowskiemu 80 grzywien posagu żony Anny we wsi. W 1511 miejscowość leżała w powiecie wieluńskim i liczyła 5,5 łana, a w 1518 miała łanów 5. W 1520 należała do parafii Borowno w dekanacie brzeźnickim. Tamtejszy pleban pobierał od mieszkańców dziesięcinę snopową z ról folwarcznych. Kmiecie płacili natomiast plebanowi w Dąbrowie. Miejscowość była wsią szlachecką. Według regestu poborowego powiatu wieluńskiego z 1552 odnotowana została jako wieś "Sdrowa" w parafii Borówno; własność Jana i Baltazara Zdrowskich. Mieszkało w niej wówczas 14 kmieci, stał młyn. W 1553 miejscowość miała 5 łanów. Wzmianki o wsi odnotowano także w latach 1458, 1511 i 1542 .
Po rozbiorach Polski miejscowość znalazła się w zaborze rosyjskim. Jako wieś i folwark leżące w powiecie noworadomskim, gminie Rzeki i parafii Borówno wymienia ją XIX wieczny Słownik geograficzny Królestwa Polskiego. W 1827 we wsi było 41 domów zamieszkanych przez 267 mieszkańców. W 1895 miejscowość miała 49 domów zamieszkanych przez 325 mieszkańców, a w folwarku mieszkało 19 mieszkańców.
Pod koniec XIX wieku majątek w Zdrowej kupił śpiewak operowy Jan Reszke.
3 września 1939 żołnierze Wehrmachtu zamordowali 6 mieszkańców a wieś spalili.
W latach 1975–1998 miejscowość administracyjnie należała do województwa częstochowskiego.

## Teraźniejszość
- W Zdrowej działa Ochotnicza Straż Pożarna.
- W miejscowości do 2010 roku działała Szkoła Podstawowa oraz przedszkole.
- W Zdrowej funkcjonuje: sklep spożywczy, sklep Gminnej Spółdzielni „SCh” Kłomnice, hurtownia z napojami.